# بيئة السعودية
تُعد المملكة العربية السعودية التي تغطيها الصحراء أكبر بلد في الشرق الأوسط جغرافياً. علاوة على ذلك، تُمثل 65 ٪ من إجمالي سكان دول مجلس التعاون الخليجي و42 ٪ من ناتجه المحلي الإجمالي. ليس لدى السعودية تاريخ طويل في مجال حماية البيئة. إلا أنه مع ازدياد عدد السكان ونمو النشاط الصناعي، فإن القضايا البيئية أصبحت تمثل تحدياً حقيقياً للبلاد. يمكن ربط عدم وجود سياسة بيئية نتيجة الاعتماد الكبير على النفط. بسبب الاستخدام المكثف للوقود الأحفوري، أوجدت السعودية عدداً من القضايا البيئية. كما أن التحضر وارتفاع مستويات المعيشة يسهمان في تلوث الأرض والمياه والهواء. وقد تسببت الزراعة والاستهلاك المفرط للموارد الطبيعية في إزالة الغابات والتصحر. وفوق كل ذلك، تدعم صناعة النفط في السعودية استخدام الطاقة وتضخيم انبعاثات ثاني أكسيد الكربون. تسبب هذه القضايا البيئية مجموعة متنوعة من المشاكل الصحية بما في ذلك الربو والسرطان. تجري بعض الإجراءات البيئية مثل إنشاء صناعة الطاقة المتجددة. كما يجرى تطوير سياسات وبرامج لضمان الاستدامة البيئية.

## خلفية عامة

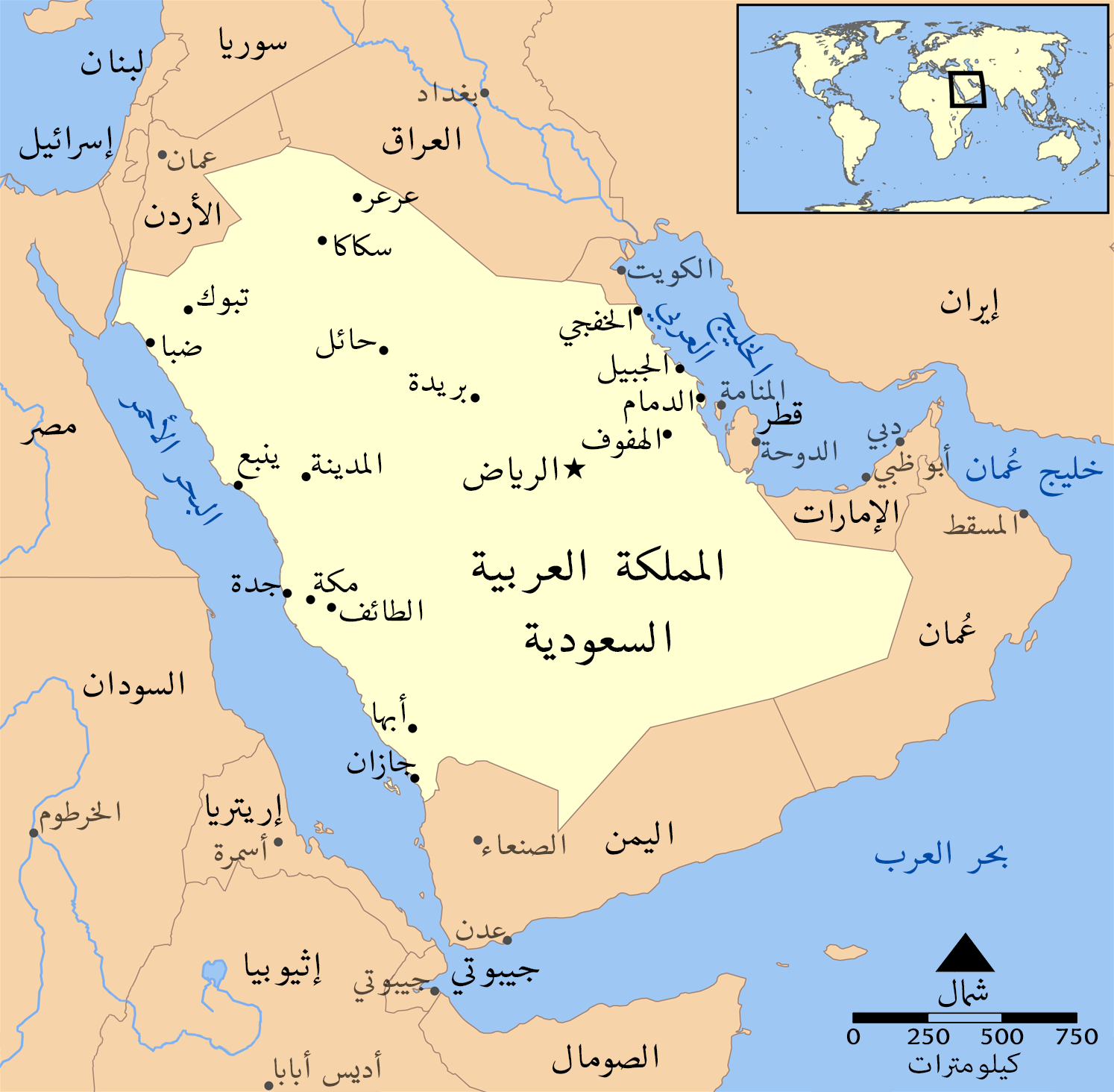
خارطة المملكة العربية السعودية

تحتوي المملكة العربية السعودية على أكبر احتياطي معروف من النفط. مما يولد ثروة وافرة للبلاد ويضعها في المرتبة الأولى في العالم في تصدير النفط. يمثل استخراج النفط أولوية على السياسة البيئية. وبالرغم من أن النفط غير مستدام بيئياً، فقد قدمت السعودية بعض المساهمات في مكافحة تغير المناخ. طبقت المملكة أول قانون بيئي لها في 1992، قانون الهيئة العامة للأرصاد وحماية البيئة. سُن هذا الإجراء لتشجيع الوعي البيئي وإيجاد قانون مستدام. علاوة على ذلك، تعمل السعودية ودول عربية أخرى معاً لإبرام سلسلة من العقود البيئية الدولية. وقعت السعودية وحدها ثمانية عشر اتفاقية وصدقّت على تسعة وثلاثين اتفاقية بيئية. يبلغ مؤشر الأداء البيئي (EPI) في السعودية نحو 55.3. ويعد مؤشر الأداء البيئي (EPI) مقياساً قياسياً عالمياً، حيث يمثل المستوى 1 أدنى مستوى للأداء البيئي بينما المستوى 100 يمثل أعلى مستوى. ويقيس كلاً من مستوى الصحة البيئية وسلامة النظام البيئي.
في عام 2021م تفوقت المملكة على 180 دولة لتصبح الأولى عالمياً في مؤشرات الأداء البيئي في مؤشرين لتتربع على المرتبة الأولى في مؤشر «عدم فقدان الغطاء الشجري» ومؤشر «الأرض الرطبة»، إضافة إلى تفوقها على 172 دولة في الحفاظ على البيئات الطبيعية وحمايتها ومنع انقراض الأنواع النادرة من الحيوانات، محتلة المرتبة الثامنة على مستوى العالم في «مؤشر مواطن الأجناس».

## تحديات بيئية

### التلوث

#### التلوث النفطي

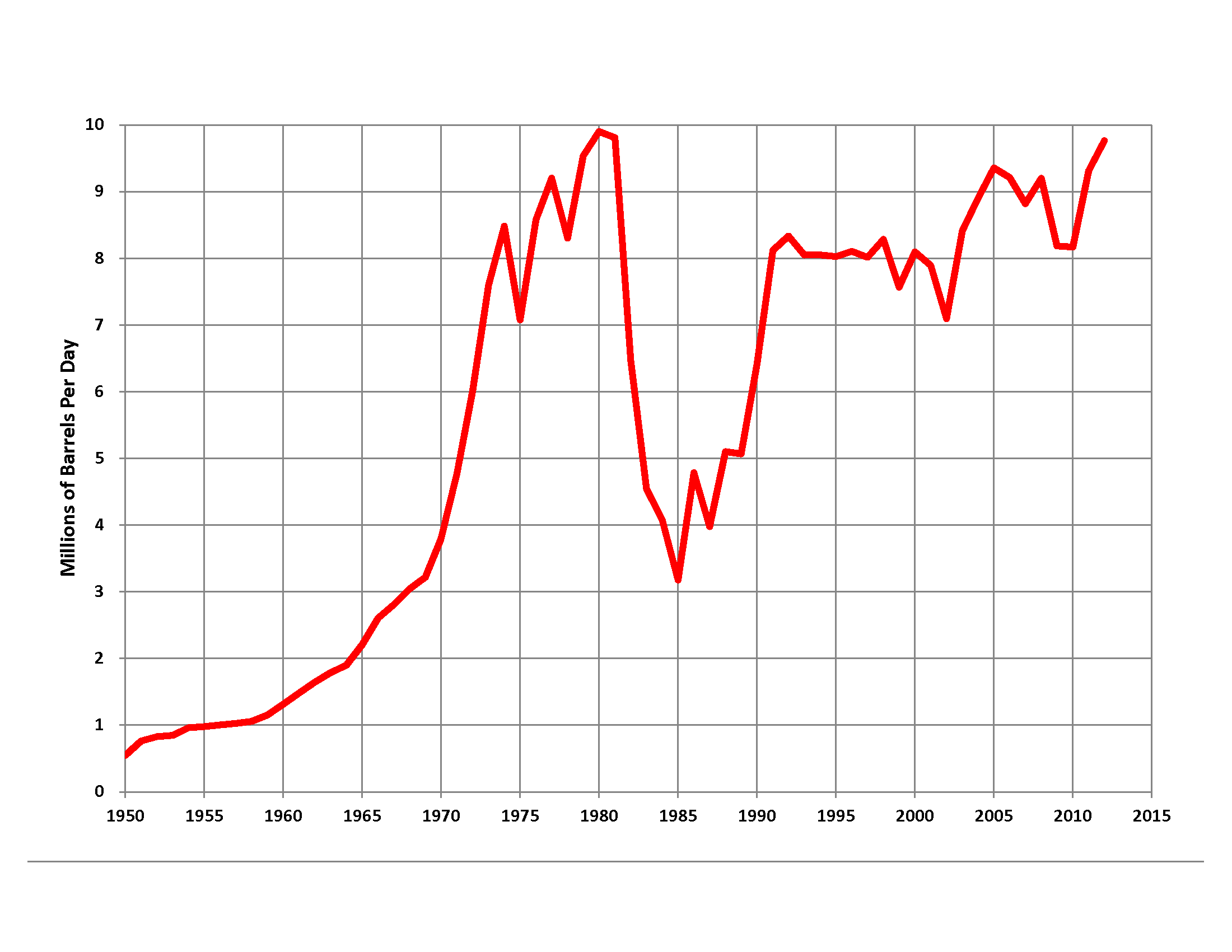
إنتاج النفط في المملكة العربية السعودية

تساهم السعودية بصفتها أكبر مصدر للنفط في منظمة أوبك، في التأثيرات البيئية الهائلة المرتبطة بالتنقيب عن النفط. ويشمل ذلك التصديع الهيدروليكي وتسربات النفط وتلوث الهواء. وقد قدمت السعودية مساهمات خلال أخطر حالات التسرب النفطي في العالم وذلك أثناء التسرب النفطي في حرب الخليج 1991. حيث تعتبر الآثار البيئية الناجمة عن تسرب النفط مستدامة وغالباً لا يمكن إصلاحها. أثر تسرب النفط في حرب الخليج بشكل مباشر على الخط الساحلي السعودي. وفي حين وجدت الأبحاث الأولية آثاراً ضئيلة طويلة الأمد، فقد أظهرت الدراسات الحديثة ثبات النفط في الموائل المحيطية. يؤثر هذا الثبات على علاقات النظام البيئي وسبل معيشة جميع الحيوانات البحرية. أدى التسرب النفطي لساحل الخليج إلى زيادة السُمية في الشريط الساحلي السعودي. خلال الفترة الأولى من بعد وقوع كارثة التسرب، جرت إزالة النفط الظاهر للعيان فقط من الخليج. وظل ما تبقى من التسرب في المحيط على مدى السنوات الخمس والعشرين الماضية وساهم في ارتفاع كميات الهيدروكربونات عالية الخطورة في البيئة. وقد واجهت المستنقعات الملحية في السعودية صعوبة في التعافي من التسريبات السابقة. غير الغطاء الزيتي الكثيف بشكل دائم التنوع البيولوجي والتراكيب الكيميائية للعديد من الموائل المتعلقة بالمحيط. سيستغرق هذا الضرر البيئي عقوداً لعكس اتجاهه.
تعزز وفرة الموارد النفطية ممارسات الطاقة المهدرة في جميع أنحاء السعودية. تشجع الحكومة استخدام الطاقة من خلال الإعانات. حالياً، تمثل هذه الإعانات أعلى قيمة من أي نظام آخر بما مجموعه 43 مليار دولار أمريكي سنوياً. تدعم الطاقة الرخيصة الاستهلاك المفرط للطاقة، مما يساهم في ارتفاع معدلات الاستهلاك المحلي للنفط. كما يتسبب المناخ الحار الجاف للشرق الأوسط في استخدام مكيف الهواء على نطاق واسع للتحكم في المناخ. مما يزيد من استهلاك الطاقة وانبعاثات ثاني أكسيد الكربون كل عام.

## التلوث الحضري
يسبب التوسع الحضري تلوث الأرض والمياه والهواء. وتتطلب المناطق الحضرية بشكل متزايد المزيد من المياه المحلاة وقطاع مياه متنامي. تستخدم محطات تحلية المياه الغازات المسببة للاحتباس الحراري كما أنها تفتقر الكفاءة إلى حد كبير. وتساهم عملية استخراج النفط أيضاً في تلوث الهواء من خلال إطلاق معدلات عالية من ثاني أكسيد الكربون. بالإضافة إلى أن انبعاثات غازات الدفيئة الزائدة تستنفذ الأوزون وترفع درجات الحرارة العالمية.
كذلك فإن الحياة البحرية والنظم البيئية للمحيطات مهددة نتيجة التوسع التحضري. حيث تزيد إنشاءات الشريط الساحلي من مشاريع سكنية وسياحية من كمية مياه الصرف الصحي غير المعالجة التي تُصرف في المحيط والقمامة الفائضة في المدن. تؤدي الإنشاءات والأنشطة البشرية إلى الضرر بالشعاب الساحلية وارتفاع نسبة حموضة المحيطات. ويلوث الصرف الصحي والزراعي المياه في كثير من الأحيان عن طريق إطلاق النفايات غير المعالجة.

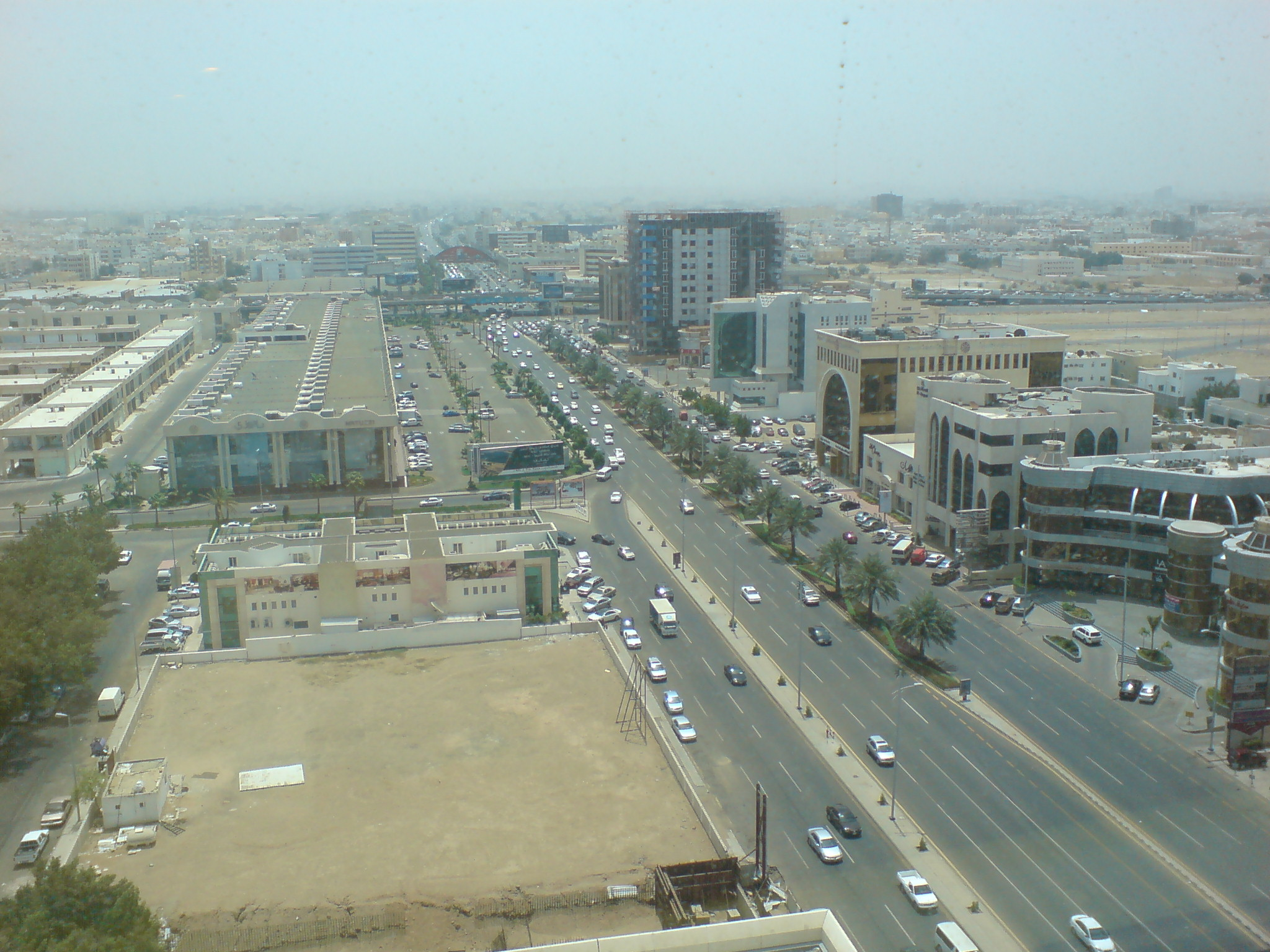
جدة، المملكة العربية السعودية

يتسبب كلاً من التنقيب عن النفط والتوسع الحضري في تلوث الهواء. تواجه مدينة جدة وغيرها من المناطق الحضرية مشاكل حركة المرور المزدحمة التي تؤدي إلى تلوث على جانب الطريق وارتفاع انبعاثات الكربون. يشجع مستوى المعيشة المرتفع في السعودية استخدام وسائل النقل التي تعتمد على الوقود الأحفوري. وبما أن السعودية ما زالت في حاجة إلى تطوير ملموس في قطاع النقل العام. لذلك، تعتبر وسائل النقل الخاصة مساهماً رئيسياً في تلوث الهواء. علاوة على ذلك، يساهم استخدام السيارات وحياة المدينة في تكون درجات خطيرة من المعادن الثقيلة في التربة الحضرية. هذه المعادن تضر كلاً من البشر والنباتات، لأن تلوث التربة يمنع نمو النباتات وتصبح سامة حين تناولها.

### إزالة الغابات والتصحر
يسهم التوسع الحضري والزراعي واستهلاك الطاقة في إزالة الغابات. كون الخشب المورد الطبيعي الأساسي المستخدم في المجتمعات المحلية. تشير الدراسات إلى أن الأشخاص الذين يعيشون في مساكن ريفية تقليدية غالباً ما يستخدمون الأخشاب على نحو لا يتسم بالكفاءة. إن تزايد عدد سكان المملكة يعمق مسألة انعدام الأمن الغذائي. في المقابل، يجرى إزالة الغابات بمعدلات أعلى لتوفير مساحة أكبر للزراعة. وتجرى إزالة الغابات بطريقة قانونية وغير قانونية. تشير الأبحاث المتعلقة بحماية الغابات إلى أن هناك مبادرات قليلة لإبطاء إزالة الغابات.

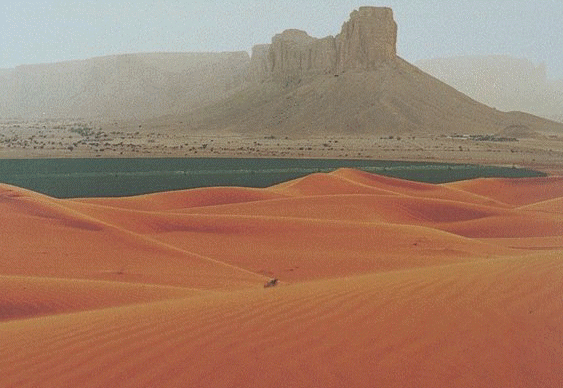
صحراء السعودية

من المتوقع أن تؤدي زيادة درجات الحرارة العالمية إلى تسريع عملية التصحر ضمن نطاق السعودية. مما سيكون له مجموعة متنوعة من التأثيرات على سكان البلاد. منها الحد من التوسع السكني ومنع صغار المزارعين من الوصول إلى الأراضي. يساهم قطاع الزراعة الصناعية المتنامي في عملية التصحر. تعمل الزراعة الأحادية على تخريب عمليات التربة واستنزاف التربة الخصبة على المواد الغذائية. إن التوسع في الزراعة المكثفة يسيء استخدام الموارد المائية النادرة المتاحة للمزارعين السعوديين. هذه الممارسات ستستنفذ بشكل طبيعي الأرض الخصبة بالمياه، مما سيؤدي إلى حدوث التصحر أيضاً.

## الإجراءات البيئية

### الطاقة المتجددة
لا توجد حالياً برامج تشجع تقليل استخدام الوقود الأحفوري. وعلى الرغم من أن الحكومة تقدم الدعم لاستهلاك النفط، فإن الأرقام القياسية لاستخدام النفط دفعت بالسياسة إزاء الطاقة المتجددة. تمثل ذروة التحميل، حينما يؤدي الاستخدام العالي للطاقة إلى انقطاع التيار الكهربائي، هاجساً مشتركاً بين مواطني السعودية. يخلق هذا القلق مزيداً من مطالب خطط الطاقة البديلة لدعم السكان. فالإستهلاك العام للنفط غير مستدام. أدى هذا الوعي مؤخراً إلى إنشاء سوق جديد للطاقات المتجددة ومزيداًَ من البحث عن مبادرات الطاقة الأنظف. يطور الباحثون خططاً لمساعدة السعودية على الانتقال نحو الطاقة المتجددة. وبالتالي، تحتل المملكة العربية السعودية المرتبة السادسة عالمياً في مجال إمكانات الطاقة الشمسية.

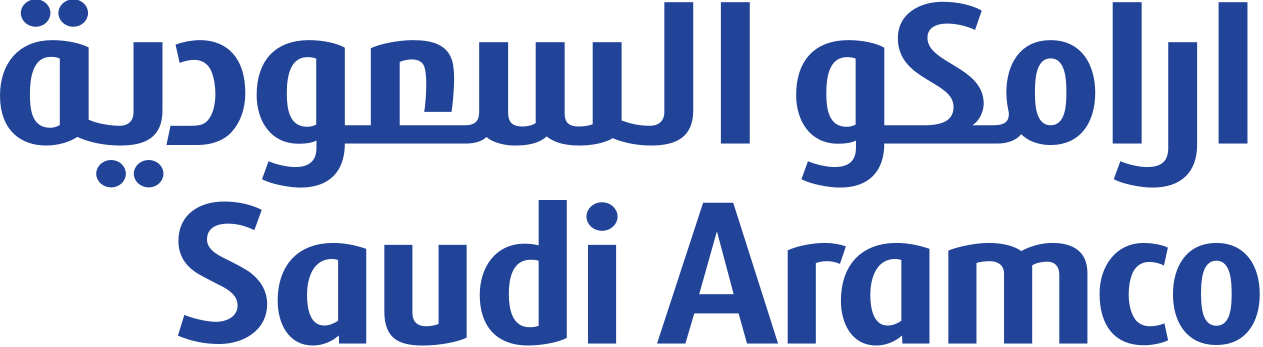
شعار أرامكو السعودية

في مقابل التخفيض الكلي للطاقة، ترغب المنظمة الحكومية أرامكو السعودية في إنشاء قطاع للطاقة الشمسية. لدى السعودية هدف لإنشاء 41 جيجا واط من محطات الطاقة المتجددة، الذي من شأنه أن يضع البلاد كمصدر رائد للطاقة الشمسية. حالياً، تبلغ الطاقة الشمسية في البلاد 17 ميجاوات كوسيلة للبدء قبل الوصول إلى الهدف. كما أن القوى الكهرومائية والقوى المائية تُناقش كبدائل لطاقات انبعاثات الكربون. وفي الآونة الأخيرة، خاصة في عام 2019، وقّعت السعودية على عدد من الاتفاقيات لتنفيذ مشاريع الرياح الضخمة كجزء من خطتها لدمج 5 جيجاوات من طاقة الرياح في شبكتها.
تُعيق مخاوف من عدم الكفاءة والمصروفات السعودية عن التحول إلى الطاقة المتجددة. على الرغم من أن التكاليف الطويلة الأجل للممارسات الصديقة للبيئة منخفضة. ومع ذلك، فغالباً ما يتجاهل المطورون القيود البيئية أثناء التوسع في إنتاج النفط. ومن الممكن للسعودية أن تخفض انبعاثات ثاني أكسيد الكربون وتشجع استخدام الطاقة المتجددة. بالإضافة إلى الاهتمام بأمن الطاقة يعزز الحركة نحو الطاقات المتجددة، كما يُمكن للثروة الحالية من وفرة النفط إلى جانب ضغط المنظمات الدولية أن يشجع قطاع الطاقة على التحرك نحو سياسة مستدامة. لاسيما وأن الموارد الطبيعية محدودة. لذلك فإن الانتقال من الاستدامة الطوعية إلى التنظيم البيئي الإلزامي يمكن أن يدفع السعودية نحو ممارسات صديقة للبيئة. في إطار الرؤية السعودية 2030، فإن السعودية تسعى لزيادة إمدادات الطاقة المتجددة بنسبة 30٪. ومن المقرر تحقيق ذلك من خلال شراكة مع شنغهاي للكهرباء.
أسبوع البيئة السعودي الأول
نظمت وزارة البيئة والمياه والزراعة في 2019 أسبوع البيئة السعودي الأول. كان شعار الحدث «نحمي بيئتنا لرفاه مجتمعنا». نُظمّ هذا الحدث في 13 محافظة سعودية حيث عُرسّت حوالي 230,715 شجرة برية.

### السياسات والبرامج البيئية

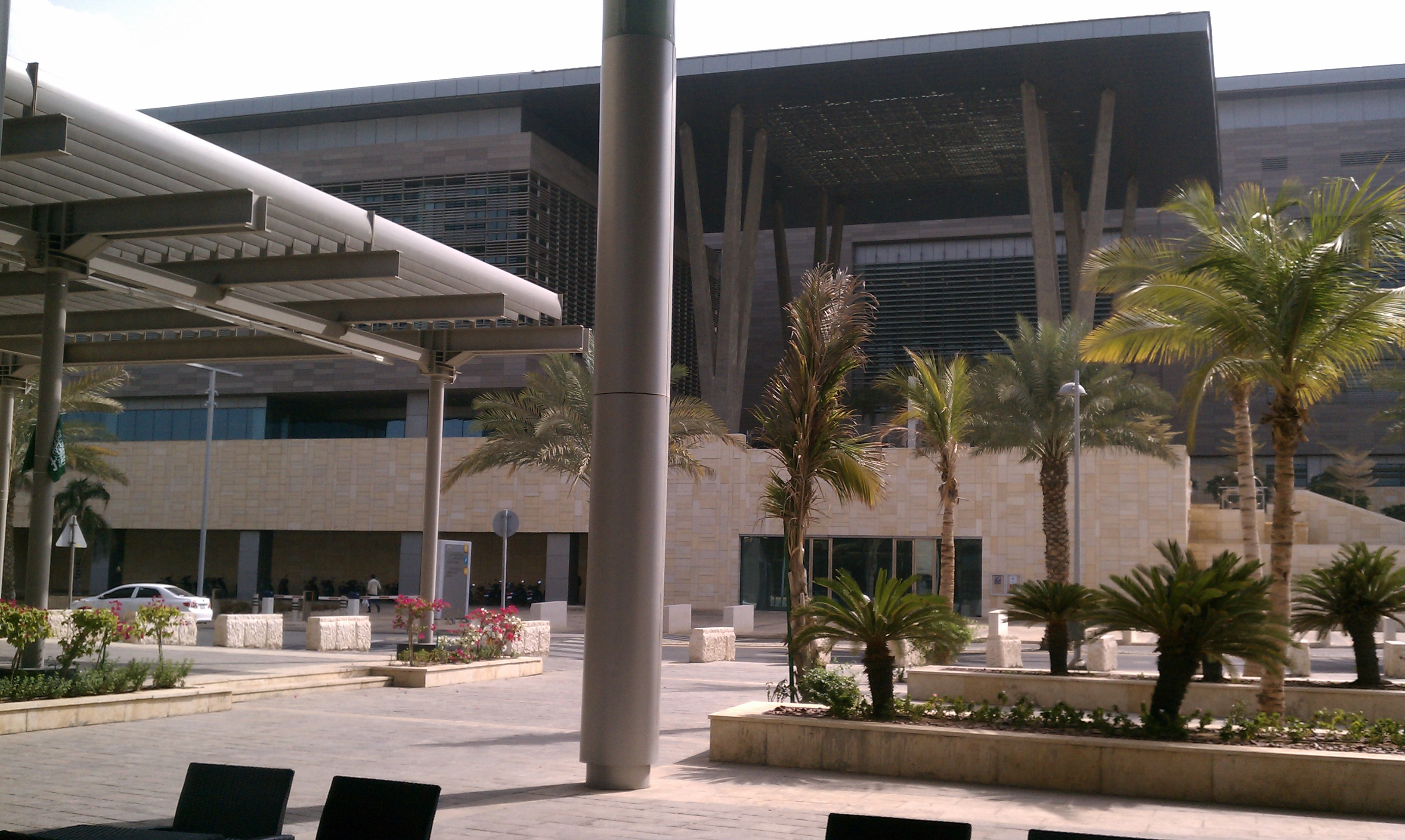
مبنى الخدمات الطلابية بجامعة الملك عبد الله للعلوم والتقنية

إن الهيئة العامة للأرصاد وحماية البيئة، هي المؤسسة سعودية لحماية البيئة التي تتعامل مع جميع السياسات البيئية. بسبب الافتقار في إحياء ساحل الخليج الطبيعي، تسعى السعودية لعمل خطة لاستعادة الساحل من التلوث النفطي. حيث تُقيم علمياً سُمية الشريط الساحلي على أمل إعادة بناء البيئة الساحلية. ومؤخراً أنشأت الحكومة جامعة الملك عبد الله للعلوم والتقنية (KAUST)، إحدى المؤسسات المكرسة لاستخدام الطاقة الفعالة والمؤالفة للبيئة. تعمل تلك المنظمة على نموذج مدينة تستخدم فقط الطاقات النووية والمتجددة.
تمثل الهيئة الوطنية لحماية الحياة الفطرية وإنمائها (NCWCD)، قطاعاً حكومياً تأسس لحماية الحيوانات المهددة بالانقراض. وتعمل الحكومة السعودية على إنشاء مناطق معينة لحماية الحياة البرية والحفاظ على الموارد الطبيعية. بحيث تحد المحميات من الصيد والتطور البشري من أجل الحفاظ على الأنواع النباتية والحيوانية الفريدة. ويتمثل هدف الهيئة الوطنية للحياة الفطرية في استعادة المناطق المدمرة والحفاظ على التنوع البيولوجي مع زيادة البحوث العامة في مجال التعليم البيئي. وتحديداً، تسعى الهيئة إلى الحفاظ على حقل الحمم البركانية في حرة الرحا والربع الخالي وأنجاد عروق بني معارض.
وعلى أمل زيادة الوعي البيئي لدى أطفال المدارس، عقدت الحكومة شراكة مع الولايات المتحدة لإنشاء برنامج التعلم والملاحظة العالمية لمنفعة البيئة (برنامج جلوب). الذي يهدف إلى زيادة الوعي البيئي على الصعيد الدولي من خلال التعليم والتكنولوجيا. تنفذ الدورات قضايا بيئية وحلولها في كل موضوع. حيث يدرب برنامج جلوب المعلمين ويزودهم بالمواد التعليمية في كل من السعودية والولايات المتحدة. كما يتعرض الطلاب لتعقيدات القضايا البيئية الدولية والمشاكل البيئية الناجمة عن العولمة.
من أجل تعزيز الزراعة العضوية، خصصت وزارة البيئة والمياه والزراعة مبلغاً قدره 431,000 دولار لمساعدة العديد من المزارعين نحو التحول إلى الزراعة العضوية.
في قمة المجموعة العشرين 2019 المنعقدة في اليابان، تناولت المملكة العربية السعودية قضية تغير المناخ من خلال عرض الجهود السعودية لإنتاج وزيادة إنتاج الطاقة المتجددة.

## التوقعات المستقبلية
في 2019، بدأت السعودية في اتخاذ خطوات جادة للحد من استهلاك الوقود الأحفوري كمصدر للكهرباء. وبناء على ذلك، خططت لإنشاء أكبر مزرعة رياح في الشرق الأوسط. ومن المخطط بنائها في دومة الجندل بمنطقة الجوف. وقد خُصص مبلغ 500 مليون دولار لإنشاء المزرعة بطاقة 400 ميجاوات. ومن المتوقع أن توفر هذه المزرعة الطاقة لنحو 70,000 منزل في السعودية. وعلاوة على ذلك، من المتوقع انخفاض انبعاثات الكربون بمقدار 880,000 طن كل عام.

## قراءات مقترحة
- الطاقة والبيئة في المملكة العربية السعودية: هموم وفرص لناهد طاهر وبندر حجار (بالإنجليزية)
- موسوعة الاحتباس الحراري وتغير المناخ، بيل كتبي
- سيناريوهات الطاقة المتجددة للدول الرئيسية المنتجة للنفط: واقع المملكة العربية السعودية، ياسر الصالح
- المناطق المحمية في المملكة العربية السعودية: الاستخدام المستدام للموارد الطبيعية، عبد الله الولجة